# Гельферихъ-Саде
«Гельфе́рихъ-Саде́» — одне з найбільших пайових товариств с/г машинобудування сходу Наддніпрянської України 2-ї половини XIX — початку XX ст. Виникло 30 квітня 1896 на базі заснованого 1879 харківського заводу землеробських машин і знарядь, що належав М. Гельферіху, вихідцю з Вюртемберга (Німеччина), купцю 1-ї гільдії. Правління знаходилося в Харкові. Директори — А.Грундлер, К.Нестель, Ч.Блекі. 1903 товариству належали 2 машино-будівні заводи в Харкові, відділення-склади й магазини в Полтаві, Кременчуці, Саратові, Ростові-на-Дону, Армавірі, станиці Усть-Лабінській (нині м. Усть-Лабінськ; обидва міста Краснодарського краю, РФ), Георгієвську (нині місто Ставропольського краю; усі міста в РФ). Товариство випускало плуги, борони, сівалки, молотарки, соломорізки, жатки, віялки, сінокосилки на суму 2–4 млн рублів щорічно. Вироби відзначалися високою якістю, мали значний попит на місцевому, загально-російському та зовнішньому ринках. Після Жовтневого перевороту в Петрограді 1917 товариство ліквідоване органами радянської влади, а підприємство націоналізоване 1918; 1922 отримало назву «Серп і молот» і стало основним підприємством важкої індустрії Харківщини. Від 1974 — головне підприємство моторобудівного виробничого об'єднання «Серп і молот» (нині ВАТ «Серп і молот»).